# Евтюхин, Марк Николаевич
Марк Никола́евич Евтю́хин (1 мая 1964, Йошкар-Ола, Марийская АССР, СССР — 1 марта 2000, высота 776, Чечня, Россия) — командир 2-го парашютно-десантного батальона 104-го гвардейского Краснознамённого парашютно-десантного полка 76-й гвардейской воздушно-десантной Черниговской Краснознамённой дивизии, гвардии подполковник, Герой Российской Федерации.

## Биография
Родился 1 мая 1964 года в Йошкар-Оле в семье военного строителя. Семья часто переезжала: Анадырь, Тбилиси, Североморск. Окончил среднюю школу № 7 в городе Североморске.
В 1985 году окончил Рязанское высшее воздушно-десантное командное училище имени Ленинского комсомола. После окончания училища до 1988 года принимал участие в боевых действиях в Афганистане. Принимал участие в миротворческих миссиях в Абхазии и Боснии.
31 января 2000 года вместе со своим батальоном М. Н. Евтюхин прибыл в командировку в Чечню в ходе Второй чеченской войны. В бою 9 февраля батальон уничтожил до 30 боевиков и две автомашины противника.

### Последний бой
28 февраля 2000 года командир 6-й роты батальона Евтюхина майор С. Г. Молодов получил приказ занять господствующую высоту Исты-Корд рядом с Улус-Кертом. Однако поскольку Молодов только что прибыл в часть и даже не успел ознакомиться с личным составом, Марк Евтюхин принял решение лично участвовать в операции.
29 февраля 6-я рота достигла высоты 776, где и завязался бой с отрядами бандформирований, которые двигались в сторону Аргунского ущелья.
М. Н. Евтюхин обеспечил отход разведдозора к опорному ротному пункту. На предложение значительно превосходящих по численности сил противника сдаться или пропустить их ответил отказом. Во время боя после гибели майора Молодова возглавил оборону десантников. Будучи неоднократно раненым, продолжал командовать подчинёнными.
Утром 1 марта на высоте осталось только 4 десантника-гвардейца, способных держать оружие. В самый критический момент подполковник Евтюхин и артиллерийский корректировщик капитан Романов вызвали огонь на себя.
Похоронен на городском кладбище Пскова (Орлецы-2) в братской могиле с погибшими десантниками.

## Награды
Указом Президента Российской Федерации № 484 от 12 марта 2000 года за мужество и отвагу, проявленные при ликвидации незаконных вооружённых формирований в Северо-Кавказском регионе, гвардии подполковнику Евтюхину Марку Николаевичу присвоено звание Героя Российской Федерации (посмертно).

## Семья
Был женат, жена — Лиля, дочь — Оля.
Во время Первой чеченской войны родители Марка Евтюхина получили похоронку на его младшего брата, офицера морской пехоты Игоря Евтюхина; однако позднее выяснилось, что он был лишь ранен. Отец, Николай Евтюхин, перенёс инфаркт.

## Память

Памятная доска Герою России, гвардии подполковнику М. Н. Евтюхину в Йошкар-Оле (пр. Гагарина, 18)

- 26 декабря 2001 года приказом Министра обороны навечно зачислен в списки 3-й роты Рязанского ВВДКУ.
- С 2019 года имя Марка Евтюхина носит одна из новых улиц в городе Йошкар-Оле[4][5].
- 1 мая 2004 года в городе Йошкар-Оле на доме по проспекту Гагарина 18, где родился и жил Марк Евтюхин, была установлена мемориальная доска[1].
- 9 декабря 2023 года, в День героев Отечества, в Йошкар-Оле на доме № 8 по улице Марка Евтюхина была открыта мемориальная доска[6].
- В память о Марке Евтюхине в городе Йошкар-Ола ежегодно проводится юношеский турнир по дзюдо, боксу и греко-римской борьбе[источник не указан 130 дней].
- В городе Североморске именем Марка Николаевича Евтюхина названа средняя общеобразовательная школа № 7, которую он окончил. На здании школы в 2001 году установлена мемориальная доска[7].
- В городе Пскове установлен монумент 6-й роте героев-десантников, к которому 1 марта 2013 года Президент России В. В. Путин возложил траурный венок[8].
- В городе Грозный улица в Старопромысловском районе носит имя «Улица 84-х псковских десантников»[9].
- В Санкт-Петербурге произведена закладка памятника героям-десантникам 6-й роты[10].
- В Йошкар-Оле на бульваре Победы 2 августа 2017 года открыт бюст Герою Российской Федерации Марку Евтюхину[11].
- В 2000 году средняя общеобразовательная школа № 5 в городе Пскове получила имя Героя России Марка Николаевича Евтюхина[12]. В 2018 году на здании была установлена мемориальная доска[13].
- В 2004 году вышел музыкальный спектакль «Воины духа», в котором роль Марка Евтюхина исполняет заслуженный артист России Дмитрий Дюжев[14].
- Боевому подвигу Героя РФ М. Евтюхина и десантников 6-й роты посвящены отдельные стихотворные произведения. Так, поэт из Марий Эл А. Шурыгин посвятил М. Евтюхину стихотворение «Наш Герой»[15].